# Mau-Mau (Kartenspiel)
Mau-Mau ist ein Kartenspiel für zwei und mehr Spieler, bei dem es darum geht, seine Karten möglichst schnell abzulegen. Die Namen und Regeln sind regional leicht unterschiedlich. Das Spiel ist vor allem in Deutschland, Österreich, Südtirol und Brasilien sehr beliebt. Eine feste maximale Spieleranzahl gibt es nicht; sie hängt vor allem von der Anzahl der Spielkarten und der Menge der Startkarten ab und variiert üblicherweise zwischen fünf und zehn.
Meist wird Mau-Mau mit einem französischen oder deutschen Kartenspiel zu 32 (deutsches Skatblatt) oder 36 Karten (Tschau Sepp, Schweiz) gespielt, ist aber prinzipiell mit jedem anderen Blatt mit bis zu 52 Karten (Bridgeblatt) spielbar.

## Regeln

### Die Grundregeln
Mau-Mau ist ein Auslegespiel. Gewonnen hat, wer zuerst alle seine Karten abspielen konnte. Der Gewinn wird mit einem Ausruf „Mau“ oder „Mau-Mau“, in der Schweiz „Tschau Sepp!“ kundgetan. Die übrigen Spieler spielen meist das Spiel zu Ende. Auch können die Punkte der Restkarten gezählt werden (z. B. in der Schweiz), wobei man sich bei den Kartenwerten an anderen Kartenspielen orientiert. Zu Beginn erhält jeder Spieler die gleiche Anzahl Karten (oft fünf oder sechs), die er verdeckt – als Kartenfächer – auf seine Hand nimmt. Die restlichen Karten werden verdeckt als Stapel (Talon) abgelegt. Die oberste Karte des Talons wird offen daneben gelegt.
Reihum legt nun jeder Spieler eine seiner Karten offen auf die nebenliegende Karte – wenn dies möglich ist. Möglich ist dies, wenn die abzulegende Karte in Kartenwert oder Kartenfarbe mit der obersten offen liegenden Karte übereinstimmt. (Beispiel: Auf die Pik 10 darf entweder eine andere Pik-Karte oder eine andere 10 gelegt werden.) Kann oder will ein Spieler keine Karte ablegen, so muss er eine Karte vom Talon ziehen, und der nächste Spieler ist an der Reihe. Ist der Talon aufgebraucht, so werden die abgelegten Karten, außer der obersten sichtbaren, erneut als Talon ausgelegt.

### Weitere Regeln
Da die Grundregeln relativ wenige Möglichkeiten der Spielweise und der Strategie zulassen, wird darauf aufbauend Mau-Mau immer mit weiteren Regeln gespielt. Hierbei gibt es aber große regionale Unterschiede, deshalb sind die folgenden Regeln und Blattwerte lediglich beispielhaft genannt:
Wer eine Karte zieht, darf anschließend diese Karte ablegen, wenn sie den Bedingungen genügt.
Werden abgelegte Karten zum neuen Talon umgedreht, so werden sie vorher gemischt.
Wer drei Asse vorzeigt, hat gewonnen, und das Spiel ist beendet.
| Funktion            | Häufiger Blattwert | Spielweise                             | Oft erweiterte Spielweise |
| ------------------- | ------------------ | -------------------------------------- | --- |
| Zwei-Ziehen         | 7                  | Nächste Person muss zwei Karten ziehen | Kann diese selbst eine 7 legen, muss der nachfolgende Spieler vier Karten aufnehmen. Legt dieser ebenfalls eine 7, sind es für dessen Nachfolger sechs Karten usw.                                                                       |
| Aussetzen           | 8                  | Der nächste Spieler muss aussetzen.    | |
| Wünschen/Allesleger | Bube               | Kartenfarbe wünschen                   | Kann auf jede andere Farbe gelegt werden. Oft ist es verboten, Bube auf Bube zu legen („Bube auf Bube stinkt“). In manchen Regionen hat der Bube lediglich die Funktion des Wünschers, ist aber beim Ausspielen an seine Farbe gebunden. |

Zusätzlich kommen oft noch weitere Regeln hinzu. Die häufigste ist, dass nach dem Spielen der vorletzten Karte der betreffende Spieler die anderen Spieler warnen muss – indem er zum Beispiel ein einfaches „Mau“ oder „letzte Karte!“ sagt. Vergisst der Spieler das Melden und ein anderer bemerkt dies, bevor der nächste Spieler seine Karte legt, so muss er als Strafe eine oder zwei Karten ziehen und das Spiel wird fortgesetzt. Das Gleiche geschieht, wenn die Regel zur letzten zu spielenden Karte gelten soll und kurz vor dem Ablegen dieser Karte der Mitspieler den Ausspruch „Mau-Mau“ oder „Tschau Sepp“ vergisst. Wenn ein Spieler dies bemerkt, kann er ihn auffordern, ein oder zwei Strafkarten zu ziehen und so hat der Bestrafte nicht gewonnen. Weiter wird oft bestimmt, dass die Funktion der ersten offenen Karte zu Spielbeginn wirkungslos bleibt oder im Falle eines Wünschens vom Geber oder der untersten Karte im Talon abhängt.
Auch werden hin und wieder weitere Zusatzfunktionen für verbleibende Kartenwerte bestimmt, vor allem, wenn mit mehr als 32 Karten gespielt wird. Insbesondere hier sind die Unterschiede regional am größten. Im Folgenden werden einige aufgeführt.
| Funktion           | Beispielhafter Blattwert | Spielweise                                                             |
| ------------------ | ------------------------ | ---------------------------------------------------------------------- |
| Alleskönner        | 9                        | Darf man auf jede Karte legen, auch auf einen Buben.                   |
| Darf nochmal legen | Ass                      | Der Spieler der die Karte gelegt hat, darf noch eine Spielkarte legen. |

Dieses Kartenspiel gehört zu den Kartenspielen, die recht häufig mit noch weiteren Regeln und Geboten modifiziert werden, wobei nicht alle oben aufgeführten zur Anwendung kommen. Auch unterliegen die Regeln dem Einfluss ähnlicher Spiele, vor allem Uno, und nehmen Spielelemente daraus auf. Da zusätzlich die Funktionskarten regional sehr unterschiedlich sind, ist es immer ratsam, sich vorher über die jeweils geltenden Regeln zu verständigen.

### Varianten
Mau-Mau kennt neben den oben beschriebenen Standardregeln und oft gespielten Erweiterungen auch noch zahlreiche Varianten. Neben der Definition weiterer Spezialfunktionen bzw. der Verschärfung von bestehenden Regeln werden auch gern einzelne Karten (z. B. die Pik Dame) mit Sonderfunktionen ausgestattet. Manche Regeln betreffen auch den Spielablauf – wie Schweigegebote, Strafkarten bei verpassten Richtungswechsel etc. Auch hier empfiehlt es sich, die genauen Regeln vor Spielbeginn mit den Mitspielern abzuklären.

## Geschichte und Weiterentwicklungen

### Entstehung
Eine eindeutige Erstnennung und eine Geschichte des Mau-Mau-Spiels ist noch nicht bekannt und aufgezeichnet. Laut Überlieferung stammen die Spielregeln aus den 1930er Jahren.
Der Ursprung des Namens ist ungeklärt. Es besteht jedoch eine Ähnlichkeit zu den Wörtern 冇冇 aus dem Hakka-Dialekt und der Kantonesischen Sprache, welche die Bedeutung „nichts nichts“ haben, was auf das eigentliche Spielziel hindeutet.

### Namens- und Blattvarianten
| Name des Kartenspiels | Region                     | Blatt/Kartenspiel                                                                                        |
| --------------------- | -------------------------- | --- |
| Mau-Mau               | Deutschland und Österreich | Französisches oder Deutsches Blatt                                                                       |
| Auflegen              | Deutschland                | Französisches Blatt                                                                                      |
| Tschau Sepp           | Schweiz                    | Schweizer Blatt (östlich Brünig-Napf-Reuss-Linie) Französisches Blatt (westlich Brünig-Napf-Reuss-Linie) |
| Neunerln              | Österreich und Bayern      | Bayerisches Blatt                                                                                        |
| Le huit américain     | Frankreich                 | Französisches Blatt                                                                                      |
| Pumba                 | Spanien                    | Spanisches Blatt                                                                                         |
| Makao                 | Polen                      | Französisches Blatt                                                                                      |
| Prší                  | Tschechien                 | Deutsches Blatt                                                                                          |
| Mau-Mau               | Brasilien                  | Anglo-amerikanisches oder Französisches Blatt                                                            |
| Ocho Loco(s)          | Peru                       | Bridgeblatt                                                                                              |
| Pesten                | Niederlande                | Französisches Blatt mit 55 Karten                                                                        |
| Agonia                | Griechenland               | Anglo-amerikanisches Blatt                                                                               |
| Mau-Mau               | Südtirol                   | Einfachdeutsches Blatt                                                                                   |
| هفت خبیث              | Iran                       | Französisches Blatt                                                                                      |

### Weiterentwicklungen

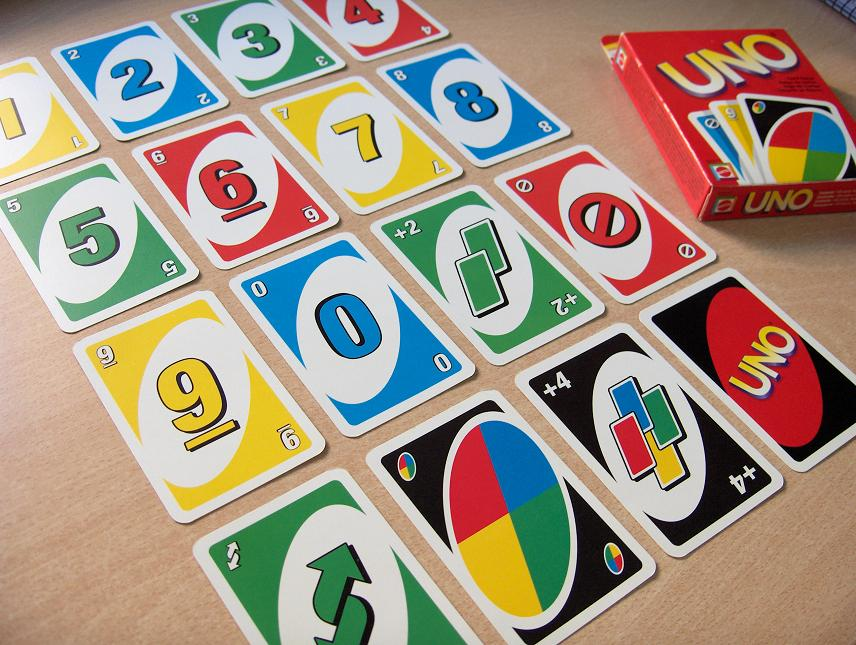
Uno ist die bekannteste Weiterentwicklung von Mau-Mau

Im Laufe der Zeit entstanden zahlreiche Weiterentwicklungen von Mau-Mau, die spezielle eigene Karten verwenden. Die bekanntesten Weiterentwicklungen sind Uno von Mattel, Mio von Piatnik, Assano von ASS Altenburger, SOLO sowie Lama von Amigo und das – nicht mehr erhältliche – MAD-Kartenspiel von Parker.
2013 brachte Ravensburger Mau-Mau Extreme auf den Markt, welches als wichtigste Abweichung von den Grundregeln einen Buzzer einführte.